# Abigail Binay
Mar-Len Abigail Binay (Makati, 12 december 1975) is een Filipijns politicus. Ze was van 2007 tot 2016 lid van het Filipijns Huis van Afgevaardigden namens het 2e kiesdistrict van Makati. In 2016 werd Binay gekozen tot burgemeester van Makati. Ze was daarmee na haar vader, moeder en broer de vierde Binay die tot burgemeester werd gekozen in de post-Marcos periode.

## Biografie
Mar-Len Abigail Binay werd geboren op 12 december 1975 in de Filipijnse hoofdstad Manilla als de tweede van vijf kinderen van vicepresident van de Filipijnen Jejomar Binay en Elenita Sombillo. Haar oudere zus Maria Lourdes, beter bekend als Nancy Binay werd in 2010 en in 2016 gekozen in de Filipijnse Senaat. Haar jongere broer Jejomar Erwin jr., Jun Jun Binay volgde in 2010 zijn vader op als burgemeester van Makati. Binay studeerde rechten aan de Ateneo de Manila. Nadat ze haar studie in 2002 succesvol afgerond had slaagde ze in datzelfde jaar bovendien voor het toelatingsexamen van de Filipijnse balie. Nadien was ze enkele jaren werkzaam voor de Mabini-groep, een groep mensenrechtenadvocaten onder leiding van voormalig senator Rene Saguisag. Ze maakte in die periode onder meer deel uit van de verdediging van militairen die betrokken waren bij de Oakwoodmuiterij.
In 2007 deed ze, tegen de wens van haar vader, mee aan de verkiezingen voor een zetel in het Filipijns Huis van Afgevaardigden namens het 2e kiesdistrict van Makati. In haar eerste termijn als afgevaardigde was ze medeverantwoordelijk voor diverse wetten. Ook steunde ze de in de Filipijnen controversiële Reproductive Health Bill. Bij de verkiezingen van 2010 en die van 2013 werd ze herkozen. In 2016 werd Binay gekozen tot burgemeester van de stad Makati. Ze volgde daarbij haar broer op, die eerder door de ombudsman van de FIlipijnen was geschorst als burgemeester wegens vermeende corruptiepraktijken. Daarvoor waren zowel haar moeder als haar vader al burgemeester van de stad.

## Privéleven
Binay is getrouwd met Luis Campos en kreeg met hem een kind. Haar echtgenoot is ook politicus en werd in 2016 gekozen tot haar opvolger als afgevaardigde van het tweede kiesdistrict van Makati. 